# Clouddead (album)
Clouddead (stilizzato cLOUDDEAD) è l'album di debutto dell'omonimo trio hip hop statunitense, pubblicato dalla Mush Records e Big Dada nel 2001.

## Accoglienza
| Recensione      | Giudizio       |
| --------------- | -------------- |
| AllMusic        | [ 3 ]          |
| The Guardian    | [ 4 ]          |
| NME             | 8/10           |
| Pitchfork       | 8.0/10         |
| Stylus Magazine | A              |
| Tiny Mix Tapes  | 5/5            |
| Ondarock        | Pietra Miliare |

Stevie Chick di NME ha affermato «Questa musica prende come punto di partenza il fallout più astratto del trip-hop, lavorando su rumore bianco, scherzi telefonici e texture post-rock per creare una poltiglia disorientante in cui passerai settimane a perdertici.» Thomas Quinlan di Exclaim! ha anche detto: «Clouddead seguono più lungo le linee di Frank Zappa o Captain Beefheart di quanto non faccia l'hip-hop, ma rimane sempre radicato in battute e campionamenti.»
Clay Jarvis di Stylus Magazine ha dato all'album una A, dichiarando: «Nessuna combinazione di aggettivi può descrivere con precisione ciò che ascolterai e nessuna zampata di seconda mano ti preparerà per l'immenso piacere che sicuramente ti colpirà quando metterai su questo album.» Mark Pytlik di AllMusic gli ha assegnato quattro stelle su cinque, con la motivazione: «È minaccioso, affascinante, ed è uno dei pochi dischi dei giorni nostri (hip-hop o altro) che onestamente non suonano come niente - o chiunque altro.»
Nel 2010, Cokemachineglow lo ha posizionato al numero 33 della classifica "Top 100 Albums of the 2000s".
Nel 2014, è stato descritto da Arron Merat di Fact come «una pietra miliare rivoluzionaria per l'underground hip-hop nordamericano.»

## Lista delle tracce
1. Apt. A (1) (featuring Illogic) – 6:25
2. Apt. A (2) – 5:52
3. And All You Can Do Is Laugh. (1) – 5:34
4. And All You Can Do Is Laugh. (2) (featuring DJ Signify) – 5:51
5. I Promise Never to Get Paint on My Glasses Again. (1) (featuring Sole) – 5:45
6. I Promise Never to Get Paint on My Glasses Again. (2) – 6:01
7. JimmyBreeze (1) (featuring The Wolf Bros.) – 7:01
8. JimmyBreeze (2) – 5:32
9. (Cloud Dead Number Five) (1) (featuring Mr. Dibbs) – 5:24
10. (Cloud Dead Number Five) (2) (featuring Mr. Dibbs) – 6:00
11. Bike (1) (featuring The Bay Area Animals) – 7:12
12. Bike (2) (featuring The Bay Area Animals) – 6:53

## Formazione
- Yoni Wolf (Why?) – voce
- Adam Drucker (Doseone) – voce
- David Madson (Odd Nosdam) – produzione